# 阿拉巴馬州第三國會選區
阿拉巴馬州第三國會選區（英語：Third Congressional District of Alabama）是美国阿拉巴馬州的七個國會選區之一，始於1823年，2013年起位於該州的東部。
該選區在2000年以來的總統選舉一直支持共和黨，在眾議員選舉方面自1875年起支持民主黨，至1997起才由共和黨人代表該區。現任當區議員是自2003年代表本區、共和黨籍的邁克·羅傑斯。